# 警備業務検定
警備業務検定（けいびぎょうむけんてい）とは、警備業法に定められた日本の警備員の国家資格。かつては警備員検定（けいびいんけんてい）という名称だった。施設警備業務、交通誘導警備業務、雑踏警備業務、貴重品運搬警備業務、核燃料物質等危険物運搬警備業務、空港保安警備業務の6種類の資格が定められており、それぞれに1級と2級がある。一般に、有資格者を「1級施設警備士」、「2級交通誘導警備士」のように○級○○警備士と呼称することがある。
関連する警備員の国家資格には「警備員指導教育責任者」と「機械警備業務管理者」がある。

## 警備業務検定とは

### 警備業務検定制度の概要
警備業務検定とは、改正前の警備業法第十一条の二および1986年（昭和61年）7月1日・国家公安委員会規則第五号「警備員等の検定に関する規則」（以下、旧規則と呼ぶ）によって設けられたものであり、“警備業務に関し一定以上の知識および技能を有することを公的に認定する”という主旨の資格であるが、2005年（平成17年）11月21日に施行された改正警備業法および2005年（平成17年）11月18日・国家公安委員会規則第二十号「警備員等の検定に関する規則」（以下、新規則と呼ぶ）によって以下のように整備された。
警備業務検定には「交通誘導警備」「貴重品運搬警備」「空港保安警備」「施設警備（改正警備業法および新規則の施行により旧規則時の「常駐警備」より改称）」「核燃料物質等危険物運搬警備（同様の理由により「核燃料物質等運搬警備」より改称）」「雑踏警備（同様の理由により新規則で新設）」の6種類がある。検定には1級と2級があり、2級の受験には性別・学歴など特に制限はないが、1級の受験には2級合格後1年以上当該警備業務の実務経験が必要とされる。

### 警備業務検定資格取得の方法
検定資格の取得に関しては都道府県公安委員会の実施する学科および実技の試験を受験し、合格して合格証明書（＝資格証）を取得する「直接検定」（「直検」と略称されることもある）と呼ばれる方法と、国家公安委員会の登録を受けた者が行う講習会（略称、特別講習）がある、特別講習は一般社団法人警備員特別講習事業センター（「空港保安警備」のみ有限会社航空保安警備教育システム）または特定非営利活動法人警備人材育成センター

の実施する講習を受講し、修了考査に合格して修了証書を交付されることによって学科および実技試験が免除され、都道府県公安委員会への申請（書類審査）のみで合格証明書を取得する方法の2種類がある。
警備員特別講習事業センターの「特別講習」の場合、（事実上）現役の警備員のみを対象とし警備会社を通しての申し込みのみを受け付ける講習（各都道府県警備業協会が開催）と「警備員になろうとする者の講習」(なろ講)を受講するという取得方法がある（「警備員になろうとする者の講習」のほうが、現役の警備員を対象とした特別講習よりも日程や講習時間が長い）。また2級の各都道府県警備業協会が開催する特別講習を受講するには前提条件として警備業法で定められた基本教育15時間以上、業務別教育15時間以上の新任教育を受講している事が必要である。しかし、「警備員になろうとする者の講習」(なろ講)では新任教育を受けている必要は特にない（警備員である必要はないが、小規模の警備会社の警備員や入社したばかりの意欲ある警備員が特別講習の参加枠を貰えず、会社に参加費の補助を貰うかまたは自腹で参加しているのがほとんどである。）。
警備人材育成センターの「特別講習」は警備業協会未加入者でも個人でも所属会社を通さなくても受講でき、現役警備員であればいつでも誰でも、何人でも申込みができる。
都道府県公安委員会の実施する「直接検定」の場合はこれらのような制限はなく、特別講習と比べて受験料も安く現役警備員でなくとも誰でも受験することができるが、試験の性質上警備業務の実務経験や関連法規等の知識の無い者が独学で合格することは非常に難しい。また「特別講習」と比べて「直接検定」の学科問題の内容が難しくなっており、実技試験においてもより厳しく採点されているため現役警備員であっても「直接検定」で合格するのは難しく、「直接検定」は定員割れをして開催される事もある。なお警備業に従事したことがない者が警備業務検定に挑む場合には、都道府県が営む職業訓練校にある施設警備科に入校し、知識と能力を修得する道もある。	
旧規則による検定合格者は警備業法で定期的に受講が義務付けられている講習の減免措置があるなどの特典はあったものの、どちらかと言えば警備員の自主的な知識・技能の向上を図るための資格という性質が強かった。しかし、前述の改正警備業法および新規則の施行によって一定の規模や特定の対象に関する警備を行なう際には必ず新規則による検定合格者を従事させ、かつその際には合格証明書を携帯させて関係者の請求があった際にはこれを提示しなければならないという必置資格的傾向の強い資格となった。

### 有資格者のバッジについて
検定合格者は当該警備業務に従事する際には有資格者であることを表すバッジ（通称「QGバッジ」、QGとはQualified・Guard：「資格ある警備員」の意）を着用することができる。警備業務検定は前述の通り国家資格であり、このバッジは警備員等の検定等に関する規則第16条で定められている物なので、もし無資格者がこのバッジを着用した際には軽犯罪法第1条15号に抵触する違法行為となる。なお、このバッジは各都道府県の警備業協会を通して一般社団法人全国警備業協会より購入できるものと有限会社航空保安警備教育システムより購入できるものと特定非営利活動法人警備人材育成センターで購入できるもの
があり、有資格者であっても着用義務は無い。バッジの着用はあくまでも警備員本人の任意である。しかし国家資格の有資格者を表すという側面から、購入に際しては所定のバッジ購入申請用紙に必要事項を記載し合格証明書のコピーを添付しなければならない。また、バッジの裏面には1個ごとに異なるシリアルナンバーが刻印されている。

## 警備業務検定の種類
| 種類・等級                    | 検定概要 | 取得要件                                                   | 取得方法                                                          |
| ----------------------------- | --- | ---------------------------------------------------------- | ----------------------------------------------------------------- |
| 施設警備業務検定1級           | 施設警備業務検定は、警備業法第2条第1項第1号に規定する警備業務のうち、警備業務対象施設における破壊等の事故の発生を警戒し防止するための警戒業務を実施するために必要な知識・能力を問う検定。元は常駐警備業務検定と称した。                           | 2級合格後、当該警備業務に従事した期間が1年以上の現職警備員 | - 公安委員会による直接検定 - 特別講習指定機関による特別講習の修了 |
| 施設警備業務検定2級           | 同上 | 特になし                                                   | - 公安委員会による直接検定 - 特別講習指定機関による特別講習の修了 |
| 交通誘導警備業務検定1級       | 交通誘導警備業務検定は、警備業法第2条第1項第2号に規定する警備業務のうち、工事現場その他、人、又は車両の通行に危険のある場所における負傷等の事故の発生を警戒し、防止する業務（交通の誘導に係る者に限る）を実施するために必要な知識・能力を問う検定 | 2級合格後、当該警備業務に従事した期間が1年以上の現職警備員 | - 公安委員会による直接検定 - 特別講習指定機関による特別講習の修了 |
| 交通誘導警備業務検定2級       | 同上 | 特になし                                                   | - 公安委員会による直接検定 - 特別講習指定機関による特別講習の修了 |
| 雑踏警備業務検定1級           | 雑踏警備業務検定は、警備業法第2条第1項第2号に規定する警備業務のうち、人の雑踏する場所における負傷等の事故の発生を警戒及び防止する業務（雑踏の整理に係るものに限ること）を実施するために必要な知識・能力を問う検定                                 | 2級合格後、当該警備業務に従事した期間が1年以上の現職警備員 | - 公安委員会による直接検定 - 特別講習指定機関による特別講習の修了 |
| 雑踏警備業務検定2級           | 同上 | 特になし                                                   | - 公安委員会による直接検定 - 特別講習指定機関による特別講習の修了 |
| 貴重品運搬警備業務検定1級     | 貴重品運搬警備業務検定は、警備業法第2条第1項第3号に規定する警備業務のうち、運搬中の現金・貴金属・有価証券・美術品等に係る盗難等の事故の発生を警戒、防止する業務を実施するために必要な知識・能力を問う検定                                         | 2級合格後、当該警備業務に従事した期間が1年以上の現職警備員 | - 公安委員会による直接検定 - 特別講習指定機関による特別講習の修了 |
| 貴重品運搬業務警備業務検定2級 | 同上 | 特になし                                                   | - 公安委員会による直接検定 - 特別講習指定機関による特別講習の修了 |
| 核燃料輸送警備業務検定1級     | 核燃料物質等危険物運搬警備業務検定は、警備業法第2条第1項第3号に規定する警備業務のうち、運搬中の核燃料物質等に係る盗難等の事故の発生を警戒、防止する業務を実施するために必要な知識・能力を問う検定                                                 | 2級合格後、当該警備業務に従事した期間が1年以上の現職警備員 | - 公安委員会による直接検定 - 特別講習指定機関による特別講習の修了 |
| 核燃料輸送警備業務検定2級     | 同上 | 特になし                                                   | - 公安委員会による直接検定 - 特別講習指定機関による特別講習の修了 |
| 空港保安警備業務検定1級       | 空港保安警備業務検定は、空港整備法第2条1項に規定する空港その他の飛行場において航空機の強取等の事故の発生を警戒し、防止する業務（航空機に持ち込まれる物件の検査に係るものに限る）を実施する上で必要な知識・能力を問う検定                          | 2級合格後、当該警備業務に従事した期間が1年以上の現職警備員 | - 公安委員会による直接検定 - 特別講習指定機関による特別講習の修了 |
| 空港保安警備業務検定2級       | 同上 | 特になし                                                   | - 公安委員会による直接検定 - 特別講習指定機関による特別講習の修了 |

## 警備業務検定有資格者配置基準
2005年の警備業法改正により、各都道府県公安委員会により警備員の配置基準が定められることとなった。以下は東京都の例である。
| 種別                           | 基準 |
| ------------------------------ | --- |
| 空港保安警備業務               | - 空港保安警備業務を行う場所ごとに空港保安警備業務に係る1級の検定合格警備員を1人配置すること。 - エックス線透視装置が設置されている場合、空港保安警備業務に係る1級又は2級の検定合格警備員を1人以上配置すること（空港保安警備業務を行う場所ごとに配置される空港保安警備業務に係る1級の検定合格警備員を除く）。 |
| 施設警備業務                   | - 防護対象特定核燃料物質を取り扱うものに係る施設警備業務を行う場合、当該施設警備業務を行う敷地ごとに施設警備業務に係る1級の検定合格警備員を1人配置すること。 - 一の防護対象特定核燃料物質取扱施設ごとに施設警備業務に係る1級又は2級の検定合格警備員を1人以上配置すること（当該施設警備業務を行う敷地ごとに配置される施設警備業務に係る1級の検定合格警備員を除く）。 - 空港に係る施設警備業務を行う場合、当該施設警備業務を行う空港ごとに施設警備業務に係る1級の検定合格警備員を1人配置すること。 - 当該空港の敷地内の旅客ターミナル施設又は当該施設以外の当該空港の部分ごとに施設警備業務に係る1級又は2級の検定合格警備員を1人以上配置すること（当該施設警備業務を行う空港ごとに配置される施設警備業務に係る1級の検定合格警備員を除く）。 |
| 交通誘導警備業務               | - 高速自動車国道、自動車専用道路において交通誘導警備業務を行う場合、当該交通誘導警備業務を行う場所ごとに交通誘導警備業務に係る1級又は2級の検定合格警備員を1人以上配置すること。 - 上記のほか、道路又は交通の状況により、都道府県公安委員会が道路における危険を防止するため必要と認められる場合、当該交通誘導警備業務を行う場所ごとに交通誘導警備業務に係る1級又は2級の検定合格警備員を1人以上配置すること。 - （資格者配置路線を参照） |
| 核燃料物質等危険物運搬警備業務 | - 核燃料物質等危険物運搬警備業務を行う場合、防護対象特定核燃料物質を運搬する車両又は伴送車その他の運搬に同行する車両のいずれかに核燃料物質等危険物運搬警備業務に係る1級の検定合格警備員を1人乗車させること。 - 防護対象特定核燃料物質運搬車両ごとに、核燃料物質等危険物運搬警備業務に係る1級又は2級の検定合格警備員を1人以上乗車させること（前記により核燃料物質等危険物運搬警備業務に係る1級の検定合格警備員が乗車する車両を除く）。 |
| 貴重品運搬警備業務             | - 現金を運搬する車両ごとに、貴重品運搬警備業務に係る1級又は2級の検定合格警備員を1人以上乗車させること。 |

### 資格の偽装問題
上記の配置基準が定められてから、検定合格証を偽造し、無資格者を有資格者であると偽って警備業務を請け負い、有印公文書偽造・同行使や詐欺の容疑で警備会社の社長や関わった社員が逮捕される事例が複数件発生している。

## 警備業務検定と資格取得支援制度
警備会社の求人に際して、「資格取得支援制度有り」という文言がある場合、概ね、この警備業務検定の取得に対して会社の費用で取得が可能であることを示している。
正社員や契約社員、アルバイト等の雇用形態に関わらず、一定の勤務実績等、個々の企業が定める基準や選考に基づき、取得できることが多い。また、同様に警備会社の求人で「資格手当有り」という場合、概ね、この警備業務検定や警備員指導教育責任者、機械警備業務管理者等、警備業務に関する資格を有することで一定の賃金加算がなされるのが一般的である。